# Ponta lítica

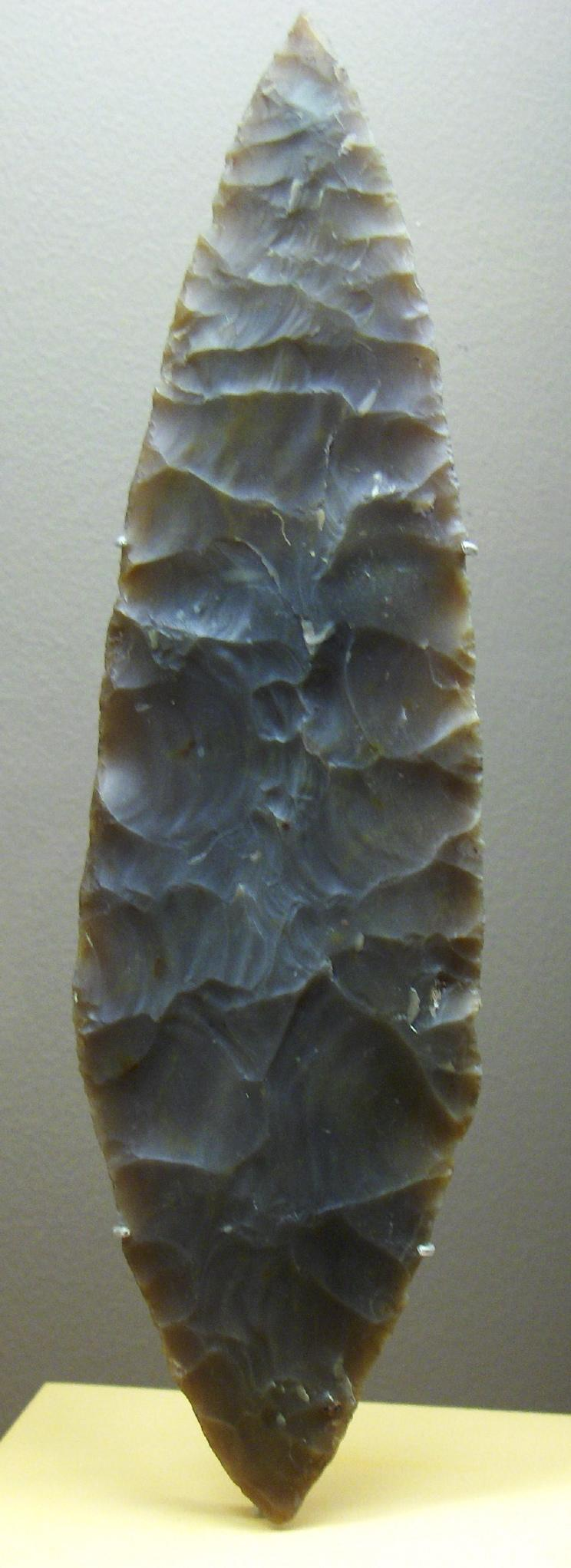
Lâmina de louro solutreano.

Uma ponta lítica é um instrumento talhado em pedra (quase sempre sobre lasca ou lâmina lítica) com forma alongada, com um ápice terminal muito agudo aproximadamente paralelo ao seu eixo de simetria. A forma de obter uma ponta lítica é extremamente variada, bem como a sua função, embora esta última seja, em quase todos os casos, a de servir como extremidade de uma lança, dardo, flecha ou outra arma de caça ou combate (embora haja vários casos nos quais se pôde determinar que as denominadas pontas eram, realmente, facas). 

## Classificação
Do ponto de vista técnico, são inumeráveis os modos de obter o extremo aguçado, mas as mais básicas são:
- Ponta obtida diretamente do suporte com a forma triangular já definida, sem necessidade de retoques; para o qual é precisa uma preparação prévia do núcleo que permita predeterminar a morfologia graças a um nervo central que conduz à fratura, por exemplo, a Ponta Levallois.
- Ponta constituída pela convergência em ângulo agudo de uma beira com retoque abrupta (ou beira abatida) com outra beira natural da lasca ou da lâmina suporte. A beira abatida pode ser retilínea, como ocorre com as Pontas de Gravette, ou curva, como é o caso da Ponta de Chatelperron. Este tipo de obter pontas também é habitual nos micrólitos, como a australiana Ponta de Adelaide.
- Ponta constituída pela convergência aguda de duas beiras retocadas mono ou bifacialmente. Dependendo das qualidades do retoque há múltiplas variantes. Por exemplo, as Pontas Musterienses têm um retoque escamoso, enquanto as Pontas Solutreanas têm um retoque plano e de cobertura.

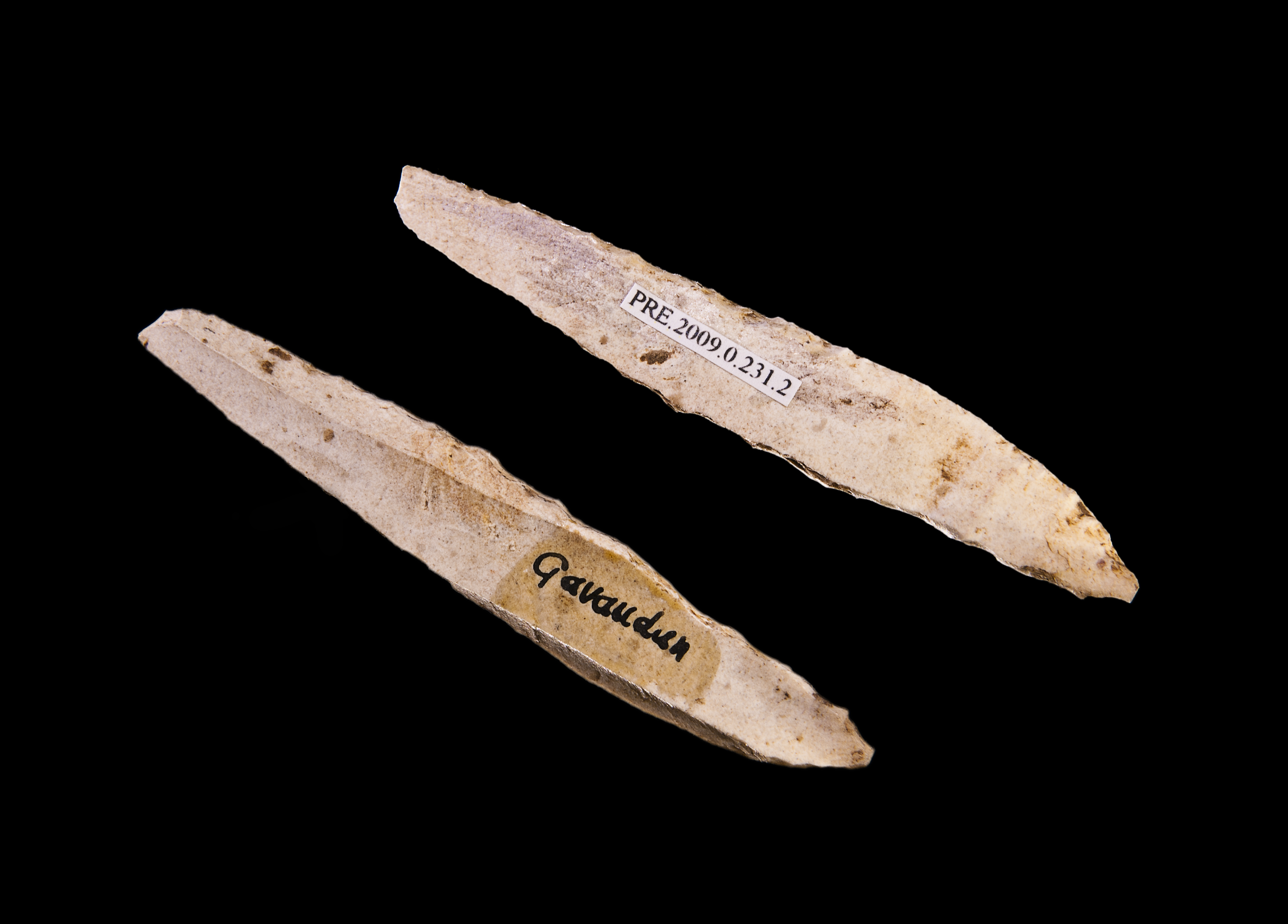
Ponta de La Gravette
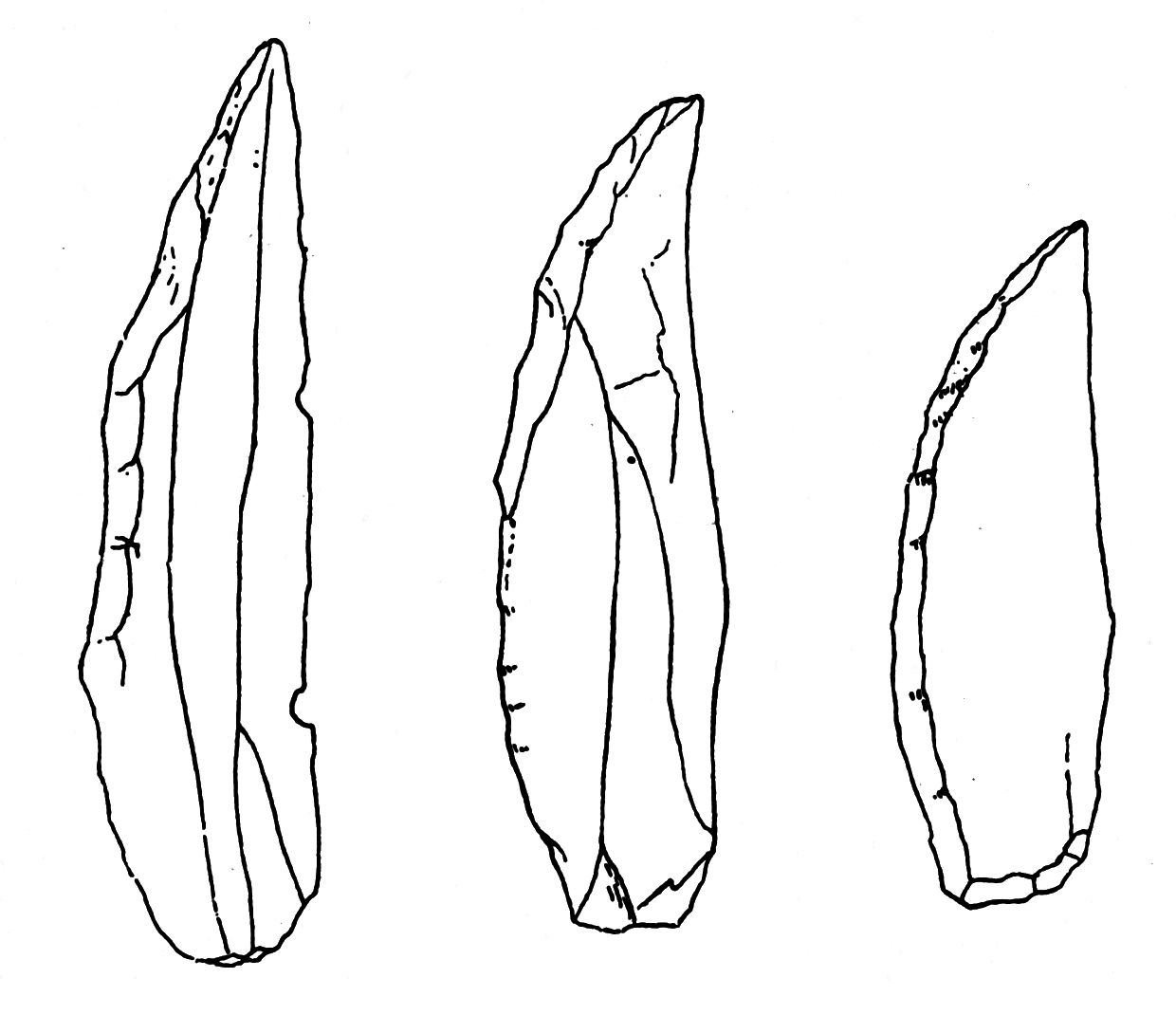
Pontas de Chatelperron
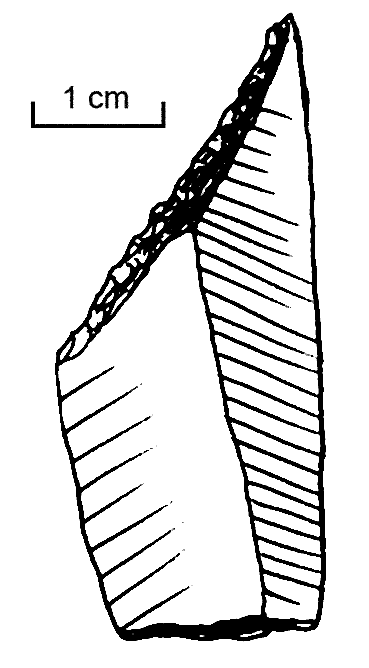
Ponta de Adelaida
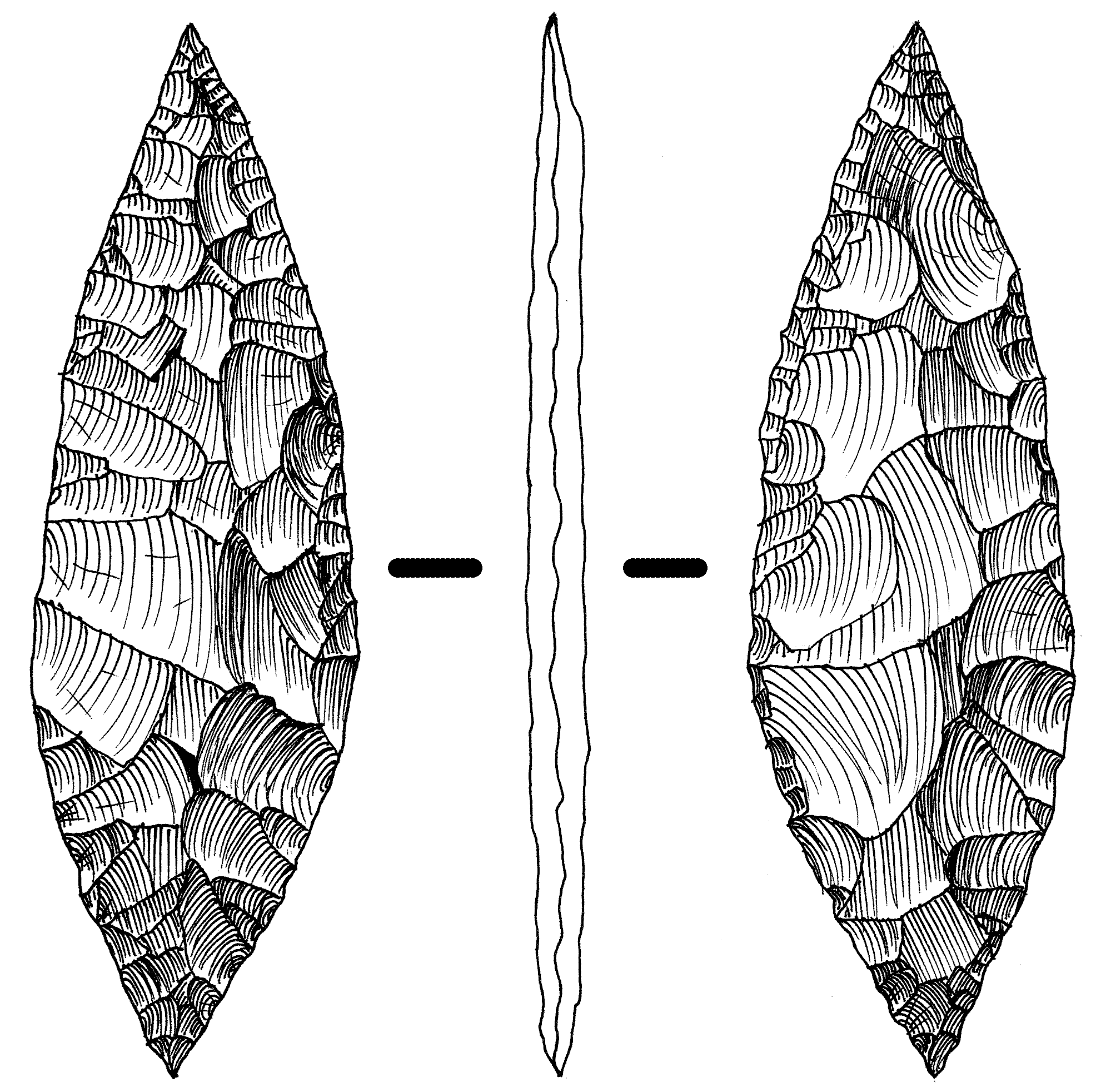
Ponta solutreano

Nesta grande categoria podem ser incluídos muitos tipos de micrólitos apontados, como faz Georges Rozoy e, certamente as pontas de lança e de flecha, sendo alguns dos exemplos mais representativos:
- Pontas triangulares, são as mais simples e as mais comuns, talvez pela lógica da sua morfologia. As primeiras são as chamadas Pontas mousterienses que, apesar do seu nome, aparecem já no Paleolítico Inferior, embora sejam mais típicas do Paleolítico Médio. Parecida cronologia têm as Pontas Levallois, embora a sua fabricação seja conceitualmente muito diferente. As pontas triangulares persistiram ao longo da Pré-História, encontrando exemplares de morfologia triangular, mais alongada (Pontas de la Gravette) ou mais curta (Pontas de El-Emireh e Pontas Azilienses, estas já epipaleolíticas).

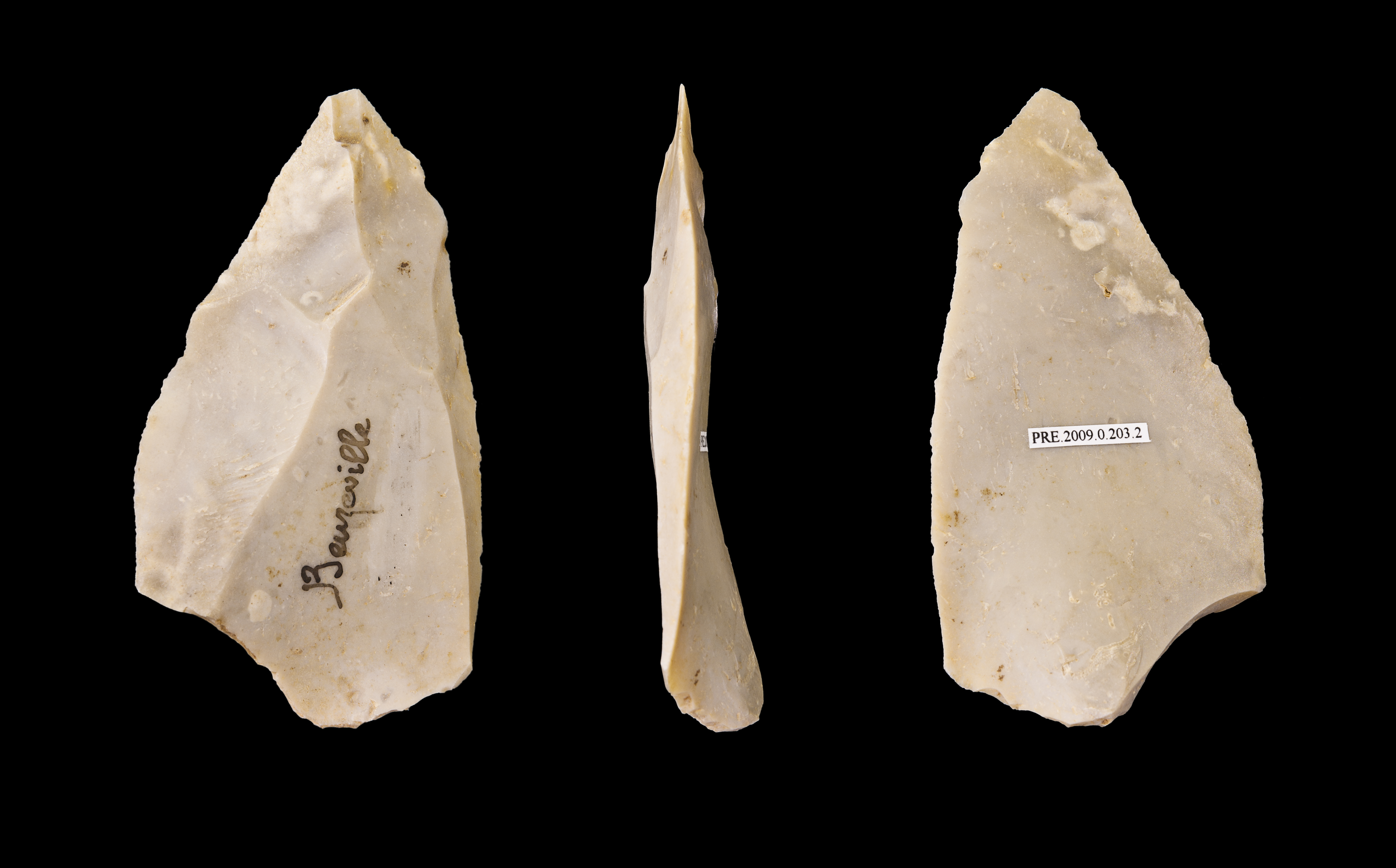
Ponta Levallois
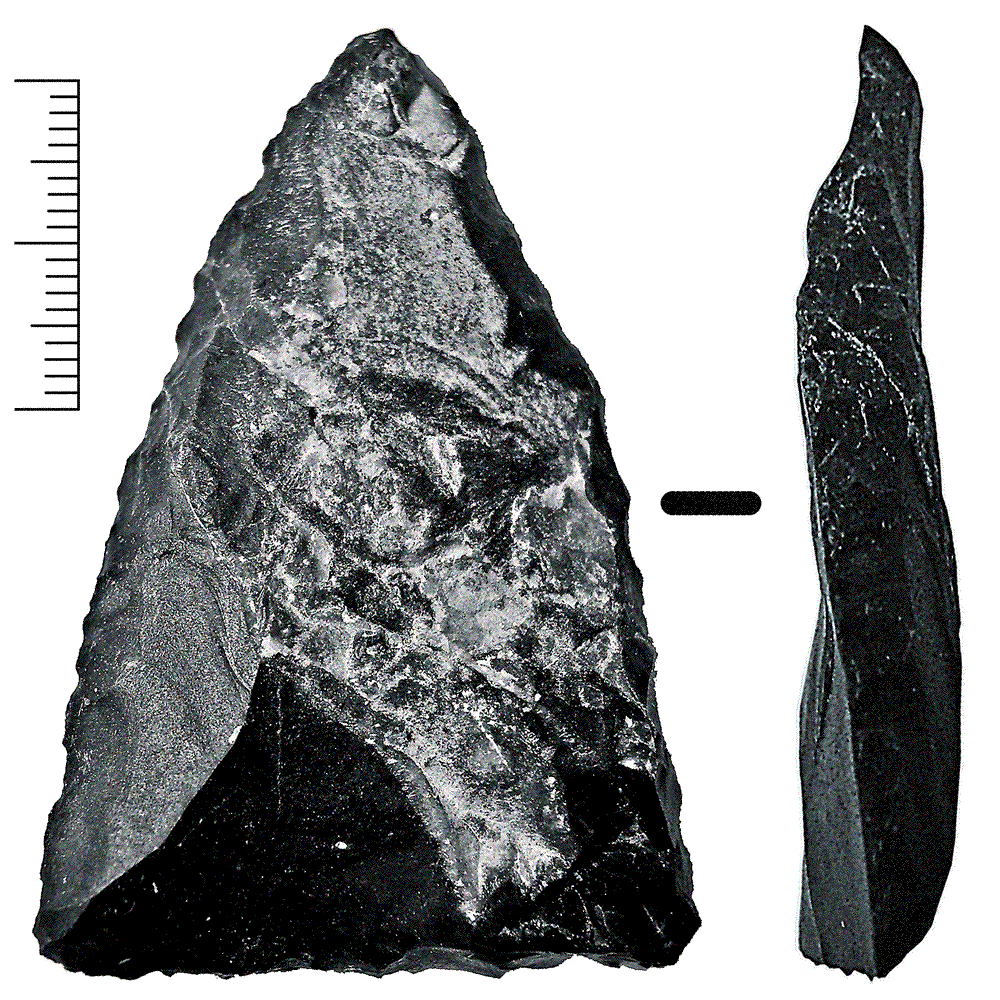
Ponta Musteriense
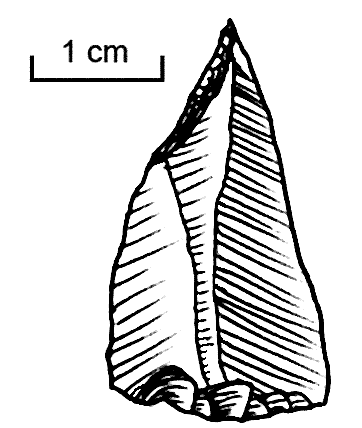
Pontas de El Emireh
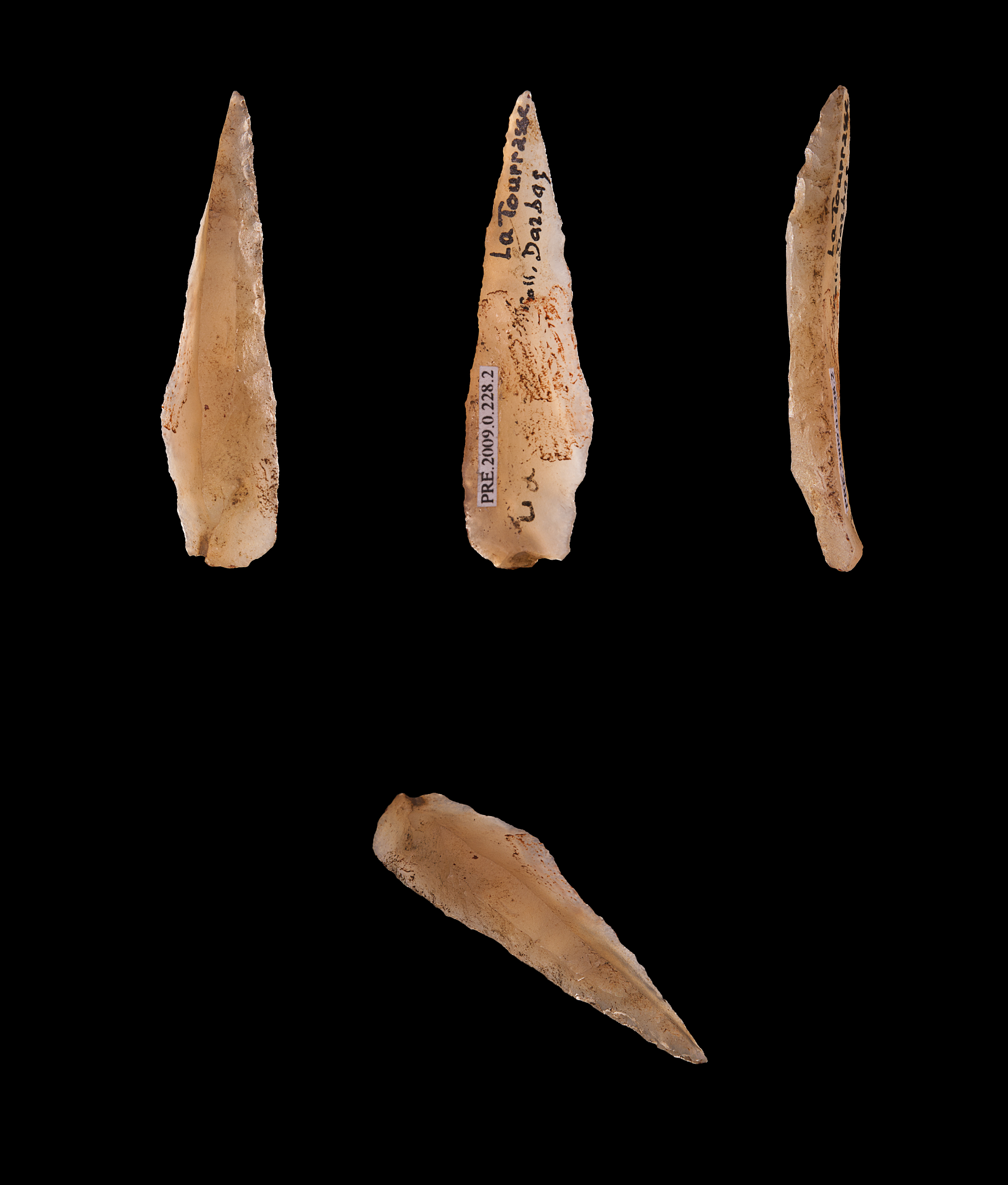
Ponta Aziliense

- Pontas de Entalhe lateral, como as do Solutreano mediterrâneo, as Pontas Kostienki do Paleolítico superior centro-europeu ou as Pontas de Sandia do Paleoamericano. No Epipaleolítico europeu há uma ponta microlítica de entalhe lateral chamada Ponta Hamburguense.
- Pontas foliáceas bifaciais, como as lâminas de loureiro solutreanos, as Pontas Szeletienses do Paleolítico Médio terminal de Europa central, também no paleolíndio de América do Norte, a Ponta de Ágata Basim, etc.

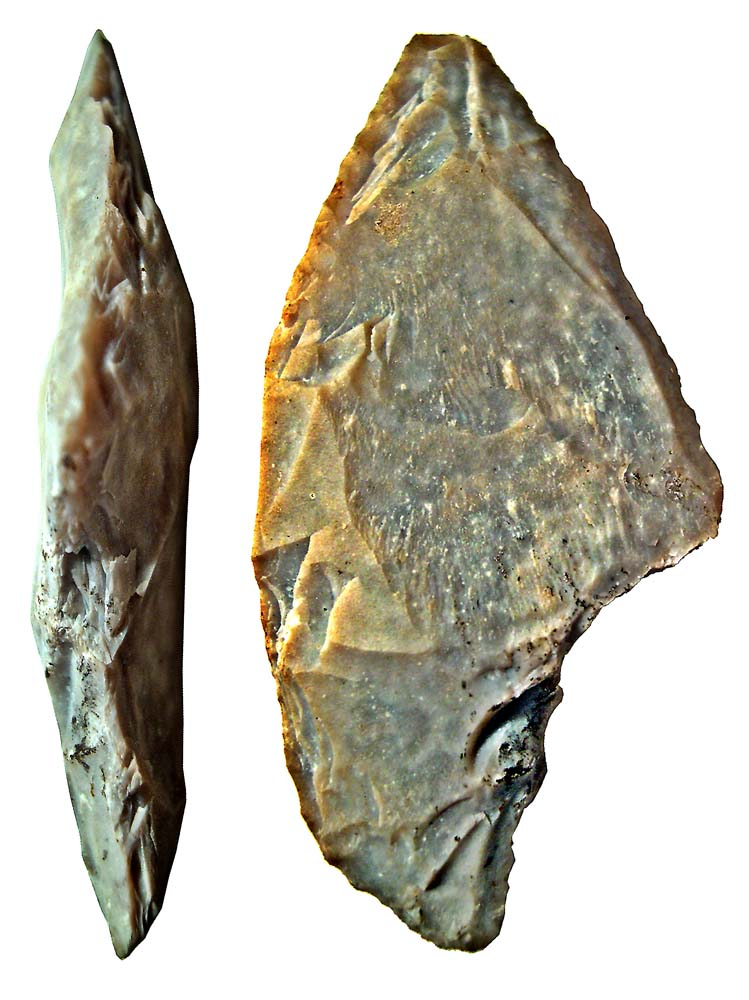
Ponta de entalhe europeia
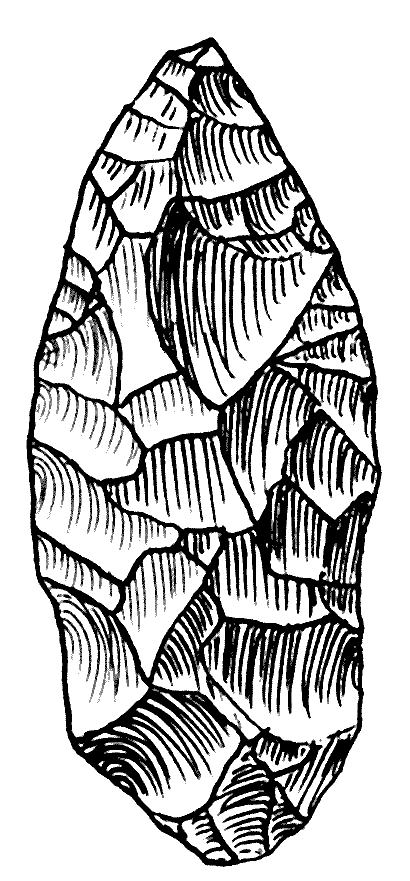
Ponta foliácea africana da cultura ateriana
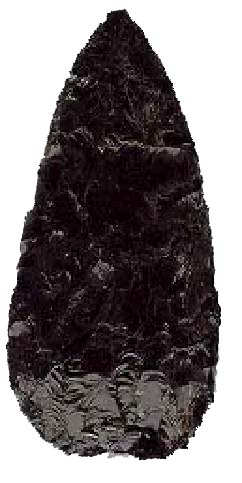
Ponta foliaceia americana
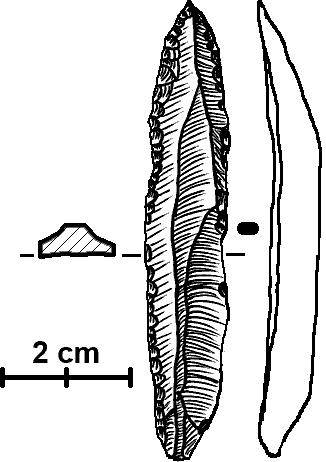
Ponta de El Wad, asiática

- Pontas de base côncava, destacando-se muitos dos modelos de pontas de projetil do paleoamericano: Ponta de Cumberland, Ponta de Midland, Ponta de Plainview... e, entre todas elas as pontas de Clovis e Folsom. Pela sua vez, na Europa, relacionadas às citadas pontas de Kostienki estão as Pontas de Markina-Gora. com forma triangular obtida com retoque cobrinte e base côncava. No Epipaleolítico do Próximo Oriente encontra-se a Ponta de Bou Saada, e no norte da África a de Aïoun Berriche e, na Europa a Ponta de Tardenois, entre outras.

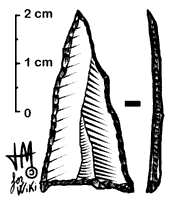
Ponta de Tardenois
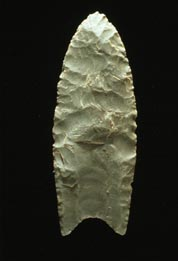
Ponta de Clovis
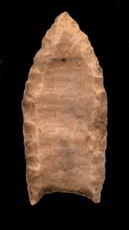
Ponta de Folsom
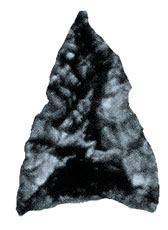
Ponta de base côncava

- Pontas pedunculadas, das quais há dezenas de variantes dependendo do tipo de retoque, a presença ou não de alhetas laterais, o tamanho e inclusive da morfologia do pedúnculo. Entre outras podemos citar, entre as mais antigas, as pontas Levallois pedunculadas da Cultura Ateriana africana. No Paleolítico Superior, aparecem peças pedunculadas como a Ponta de Font-Robert do Gravetense, ou as Pontas pedunculadas bifaciais do Solutreano espanhol ou a Ponta de Teyjat do Magdaleniano e, já na transição com o Epipaleolítico, a Ponta Ahrensburguense. Com a invenção do arco e das flechas durante o Mesolítico, aparecem numerosas pontas com algum tipo de lingueta de encabamento que poderia entrar na consideração de pedúnculo para flechas (a Ponta de Byblos no Próximo Oriente, a Ponta de Ounan ao norte da África, a Ponta de Corgnac ou a de Lingby na Europa...).

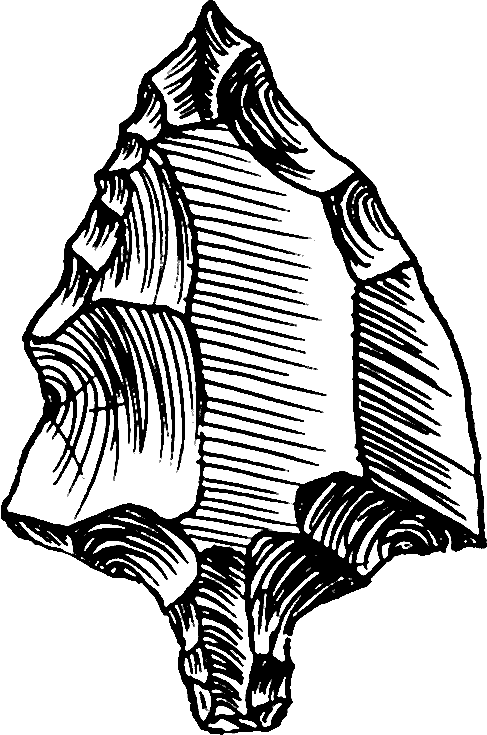
Ponta da Cultura Ateriana
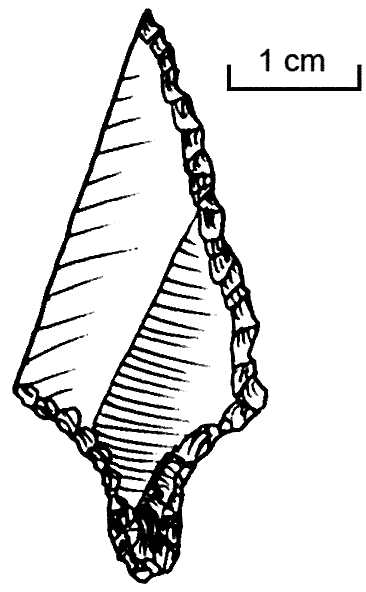
Ponta Ahrensburguiense
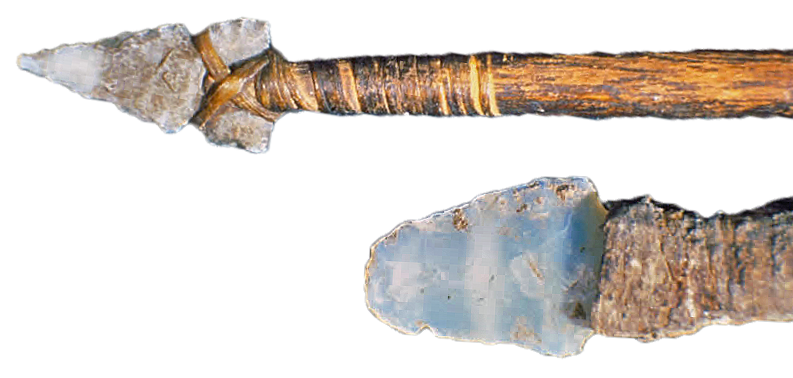
Pontas de Mesa Verde
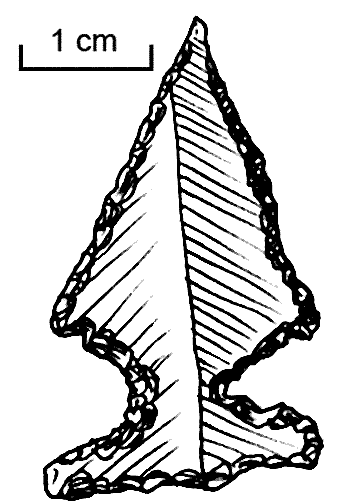
Ponta de Khiam

Um caso especial, são as pontas de projetil da etapa Paleoamericana, cuja zona de encabado não pode ser qualificada como um simples pedúnculo, devido a que é formada por uma ou dois entalhes enfrentados, que não formam uma autêntica lingueta, mas parece uma espátula ou uma cauda de peixe; de fato é comum denominar algumas delas com esse apelido: pontas de cauda de peixe americanas (Ponta de Scottsbluff, Ponta do Lago Borax, Ponta de Silver Lake, Ponta de Edén, Ponta de Mesa Verde, Ponta de Caverna Fell...); a maior parte delas puderam ter sido parte de armas de arremesso com ou sem arco (dependendo das suas dimensões). Embora muito diferente na sua fabricação e tamanho, também a de Ponta de El Khiam, uma ponta de flecha não bifacial, mas microlítica, do Epipaleolítico do Próximo Oriente, tem a zona de encabado formada com dois entalhes contrapostos.
Obviando aqueles objetos líticos denominados pontas que pudessem ter sido usados como facas, as pontas de projetil também eram fabricadas de chifre, marfim ou de osso, em cujo caso são denominadas azagaias ou arpões, embora devido a que estão feitas em materiais perecíveis são menos abundantes nos sítios arqueológicos (isto não implica que o seu uso fosse menos frequente). De qualquer modo, para as armas de arremesso, os arqueólogos tentam conhecer o meio de propulsão, distinguindo três modos básicos: lançamento direto com o braço (que é o que se dá até o Paleolítico superior), lançamento por meio de um propulsor, um instrumento pré-histórico que servia para impulsionar venábulos e que foi inventado independentemente no Velho Mundo e na América, onde costuma empregar-se a denominação dos antigos mexicas, em língua náuatle, ou seja, Átlatle. Finalmente, estão as pontas de flecha impulsionadas por um arco, igualmente inventado em numerosos lugares do mundo de modo independente (incluindo na América).